# Bjarne Liller
Bjarne Bent Rønne Pedersen (25. september 1935 på Vesterbro, København – 6. september 1993, Bjarne Liller eller bare "Liller") var en dansk musiker, jazz- og visesanger.
Liller skulle have været typograf, men den plan blev forsinket af en øjenskade. Liller blev i stedet arbejdsdreng og arbejdsmand, og han kom aldrig i gang som typograf, for han kunne leve af jazzen. Bjarne Liller spillede banjo og sang i Papa Bues Viking Jazzband 1956–1970 og 1976-1979. I løbet af 1979 gik Bjarne Liller solo og havde flere kommercielle succeser som "Billet mrk." ("Ensom dame 40 år"), "Sol & Sommer" og "Sidder på et værtshus" med John Mogensen . I 1979 medvirkede Liller i Dansk Melodi Grand Prix med Grethe Ingmann med nummeret "Alt er skønt". Ved første afstemning kom de på en delt førsteplads med "Disco Tango" af Tommy Seebach. Da der kun kunne være én vinder, måtte en ny afstemning til, og her vandt "Disco Tango".
Liller har været bakket op af mange forskellige musikere: Wili Jønsson, Hans Verner Ottesen, Thomas Grue, Finn Ziegler og harmoniorkestret Nesa. Han turnerede i lange perioder med danseorkestret Woodoo.
"Liller" medvirkede også i en række spillefilm som Thorvald og Linda (1982), Den store badedag (1991) og De frigjorte (1993).
Han er begravet på Grøndalslund Kirkegård i Rødovre.

## Diskografi
- Liller, 1979 (med Ricardos Jazzmen)
- Hej Igen, 1980
- Her Står Jeg, 1981
- Glimt af Mennesker, 1982
- Liller Juleaften, 1983
- Bjarne Liller,1990,uden titel,Harlekin musik.

## Filmografi
| År   | Titel                        | Note(r)    |
| ---- | ---------------------------- | ---------- |
| 1959 | Soldaterkammerater rykker ud |            |
| 1974 | Familien Christensen         | (tv-serie) |
| 1978 | Olsen-banden går i krig      |            |
| 1982 | Thorvald og Linda            |            |
| 1991 | Den store badedag            |            |
| 1993 | De frigjorte                 |            |